# Gjon's Tears
Джон Мугарремай (алб. Gjon Muharremaj, албанська вимова: [ɟɔn muharɛmaj]; нар. 29 червня 1998, Бро), відомий як Gjon's Tears — швейцарський співак та автор пісень косоварсько-албанського походження. Представляв Швейцарію на пісенному конкурсі «Євробачення-2021» з піснею «Tout l'univers», де посів третє місце. 2020 року мав представляти Швейцарію на скасованому «Євробаченні-2020» з піснею «Répondez-moi».

## Ранні роки та кар'єра
Джон народився в комуні Бро кантону Фрібур, Швейцарія, у родині косоварського албанця й албанки з Тирани. Його батько Хісні — кранівник і муляр. Його мати, Ельда, працювала на шоколадній фабриці Cailler після того, як сім'я переїхала в Брок у 2000 році. Там Джон 2011 року взяв участь у першому сезоні албанського талант-шоу Albanians Got Talent, де посів третє місце у фіналі. Рік потому він вийшов до півфіналу швейцарського шоу талантів Die grössten Schweizer Talente. 2019 року Gjon's Tears брав участь у восьмому сезоні французької версії шоу «Голос» — The Voice: la plus belle voix (команда Міки), де дійшов до півфіналу.

## Участь у «Євробаченні»
4 березня 2020 року оголосили, що швейцарський національний мовник SRG SSR шляхом закритого внутрішнього відбору обрав Джона представником Швейцарії на «Євробаченні-2020» з французькомовною піснею «Répondez-moi».
20 березня 2020 року, через кілька днів після скасування конкурсу у зв'язку з пандемією COVID-19, SRG SSR оголосив, що Джон буде представником Швейцарії на конкурсі 2021 року. 10 березня 2021 року Gjon's Tears представив нову конкурсну пісню «Tout l'univers». Пісня посіла перше місце у своєму півфіналі. У фіналі співак переміг у голосуванні журі та посів шосте місце в телеголосуванні. У загальному заліку Швейцарія посіла третє місце, поступившись Франції та остаточному переможцю — Італії. Gjon's Tears разом із продюсерами «Tout l'univers» здобули нагороду Composer Award Премії Марселя Безансона, за яку голосувала група композиторів-учасників конкурсу 2021 року.

## Подальше життя й кар'єра
У листопаді 2021 року Джона оголосили найкращим швейцарським виконавцем на MTV Europe Music Awards у Будапешті. 2023 року співак знову здобув перемогу в цій категорії.
У березні 2022 року співак переїхав зі Швейцарії до Парижа.
28 жовтня 2022 року випустив свій шостий сингл «Pure», а музичне відео — наступного місяця. Воно містить 11 сцен, натхненних мистецтвом, і коротку появу Джеральдіни Чаплін.
Дебютний альбом Джона The Game вийшов 28 квітня 2023 року.

## Дискографія

### Сингли
| Назва                                                                         | Рік  | Найвища позиція чарту | Найвища позиція чарту | Альбом            |
| Назва                                                                         | Рік  | SWI                   | ALB                   | Альбом            |
| ----------------------------------------------------------------------------- | ---- | --------------------- | --------------------- | ----------------- |
| «Babi»                                                                        | 2018 | —                     | 1                     | Сингл без альбому |
| «Back in Light»                                                               | 2018 | —                     | —                     | Сингл без альбому |
| «Répondez-moi»                                                                | 2020 | 100                   | —                     | Сингл без альбому |
| «Tout l'univers»                                                              | 2021 | —                     | —                     | Сингл без альбому |
| «Silhouette»                                                                  | 2022 | —                     | —                     | Сингл без альбому |
| «—» позначає записи, що не ввійшли до чарту або не випущені на цій території. |      |                       |                       |                   |